# Повіт Мьодо
Пові́т Мьодо́ (яп. 名東郡, みょうどうぐん, МФА: [mʲodoː guɴ]) — повіт у Японії, у префектурі Токушіма. Станом на 1 серпня 2012 року його площа становила 42,3 км². Населення складало 2452 осіб, а густота населення — 58 осіб/км². До складу повіту входить село Санаґочі.